# Cours d'analyse

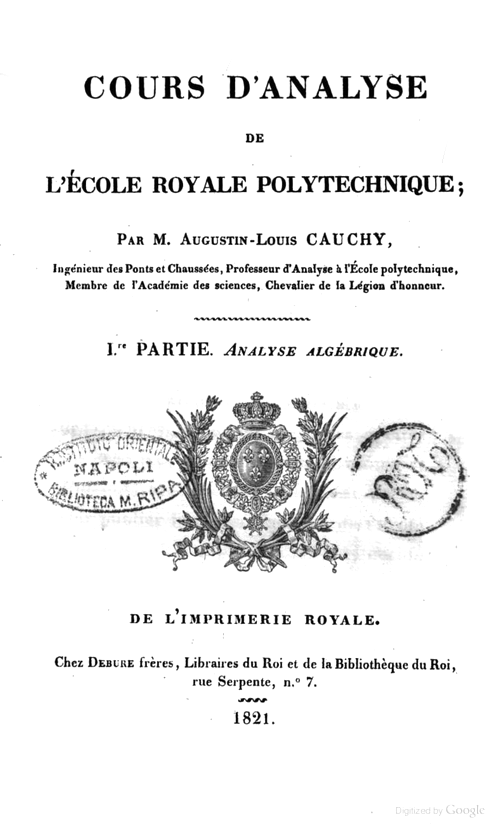
Page de titre

Cours d'analyse de l'École royale polytechnique ; Ire partie. Analyse algébrique est un manuel fondateur du calcul infinitésimal publié par Augustin-Louis Cauchy en 1821. Il reprend une partie du cours d'analyse de 1re année dispensé à l'Ecole polytechnique, et a participé à la réputation du mathématicien et de l'école.

## Introduction
À la page 1 de l'Introduction, Cauchy écrit : « En parlant de la continuité des fonctions, je n'ai pu me dispenser de faire connaître les propriétés principales des quantités infiniment petites, propriétés qui servent de base au calcul infinitésimal. »
Cauchy poursuit : « Quant aux méthodes, j'ai cherché à leur donner toute la rigueur qu'on exige en géométrie, de manière à ne jamais recourir aux raison tirées de la généralité de l'algèbre. »

## Préliminaires
À la page 4, Cauchy discute d'abord des grandeurs variables, puis introduit la notion de limite dans les termes suivants : « Lorsque les valeurs successivement attribuées à une même variable s'approchent indéfiniment d'une valeur fixe, de manière à finir par en différer aussi peu que l'on voudra, cette dernière est appelée la limite de toutes les autres. »
Plus bas sur la même page, Cauchy définit un infinitésimal comme suit : « Lorsque les valeurs numériques successives d'une même variable décroissent indéfiniment, de manière à s'abaisser au-dessous de tout nombre donné, cette variable devient ce qu'on nomme un infiniment petit, ou une quantité infiniment petite. » Cauchy ajoute : « Une variable de ce genre a zéro comme limite. »
La notation
{\displaystyle \lim }
est présentée à la page 13. Elle reprend la notation "Lim." utilisée pour la première fois par L'Huillier (1750–1840) dans son Exposition élémentaire des calculs des principes supérieurs. Cauchy l'écrit comme "lim." dans son cours. Le point a disparu dans l'édition des Œuvres complètes de Cauchy de 1897.

## Chapitre 2
Ce chapitre a pour titre complet Des quantités infiniment petites ou infiniment grandes, et de la continuité des fonctions. Valeurs singulières des fonctions dans quelques cas particuliers. À la page 26, Cauchy écrit : « On dit qu'une quantité variable devient infiniment petite lorsque sa valeur numérique décroît indéfiniment de manière à converger vers la limite zéro. » Sur la page suivante, on trouve le seul exemple explicite d'une telle variable que l'on trouve chez Cauchy, à savoir
{\displaystyle {\frac {1}{4}},{\frac {1}{3}},{\frac {1}{6}},{\frac {1}{5}},{\frac {1}{8}},{\frac {1}{7}},\ldots }
Toujours à la page 27, Cauchy commence la discussion sur les ordres de grandeur des infinitésimaux comme suit : « Soit {\displaystyle \alpha } une quantité infiniment petite, c'est-à-dire, une variable dont la valeur numérique décroisse indéfiniment. Lorsque dans un même calcul on fait entrer les diverses puissances entières de {\displaystyle \alpha }, savoir
{\displaystyle \alpha ,\alpha ^{2},\alpha ^{3},\ldots }
ces diverses puissances sont respectivement désignées sous le nom d'infiniment petits du premier, du second, du troisième ordre, etc. » Cauchy note que « la forme générale des quantités infiniment petites d'ordre n (n représentant un nombre entier) sera
{\displaystyle k\alpha ^{n}\quad {}} ou au moins {\displaystyle {}\quad k\alpha ^{n}(1\pm \varepsilon ).} »
Aux pages 29-34, Cauchy présente huit théorèmes sur les propriétés des infinitésimaux de divers ordres.

## Section 2.2
Cette section est intitulée De la continuité des fonctions. Cauchy écrit : « Soit f(x) une fonction de la variable x, et supposons que, pour chaque valeur de x intermédiaire entre deux limites données, cette fonction admette constamment une valeur unique et finie. Si, en partant d'une valeur de x comprise entre ces bornes, on attribue à la variable x un accroissement infiniment petit {\displaystyle \alpha }, la fonction elle-même recevra pour accroissement la différence
{\displaystyle f(x+\alpha )-f(x)} »
et déclare que

« la fonction f(x) est une fonction continue de x entre les bornes assignées si, pour chaque valeur de x entre ces bornes, la valeur numérique de la différence {\displaystyle f(x+\alpha )-f(x)} diminue indéfiniment avec la valeur numérique de {\displaystyle \alpha }. »

Cauchy poursuit en fournissant une définition en italique de la continuité dans les termes suivants :

« la fonction f(x) sera, entre les deux limites asignées à la variable x, fonction continue de cette variable, si, entre ces bornes, un incrément infiniment petit de la variable produit toujours un incrément infiniment petit de la fonction elle-même. »

À la page 32, Cauchy énonce le théorème des valeurs intermédiaires.

## Théorème de la somme
Dans le théorème I de la section 6.1 (page 131), Cauchy présente le théorème de la somme dans les termes suivants.

« Lorsque les différents termes de la série (1) sont des fonctions d'une même variable x, continues par rapport à cette variable dans le voisinage d'une valeur particulière pour laquelle la série est convergente, la somme s de la série est aussi, dans le voisinage de cette valeur particulière, fonction continue de x. »

Ici la série (1) apparaît à la page 123 : (1) {\displaystyle u_{0},u_{1},u_{2},\ldots ,u_{n},u_{n+1},\ldots }